# دریاچه زراومند

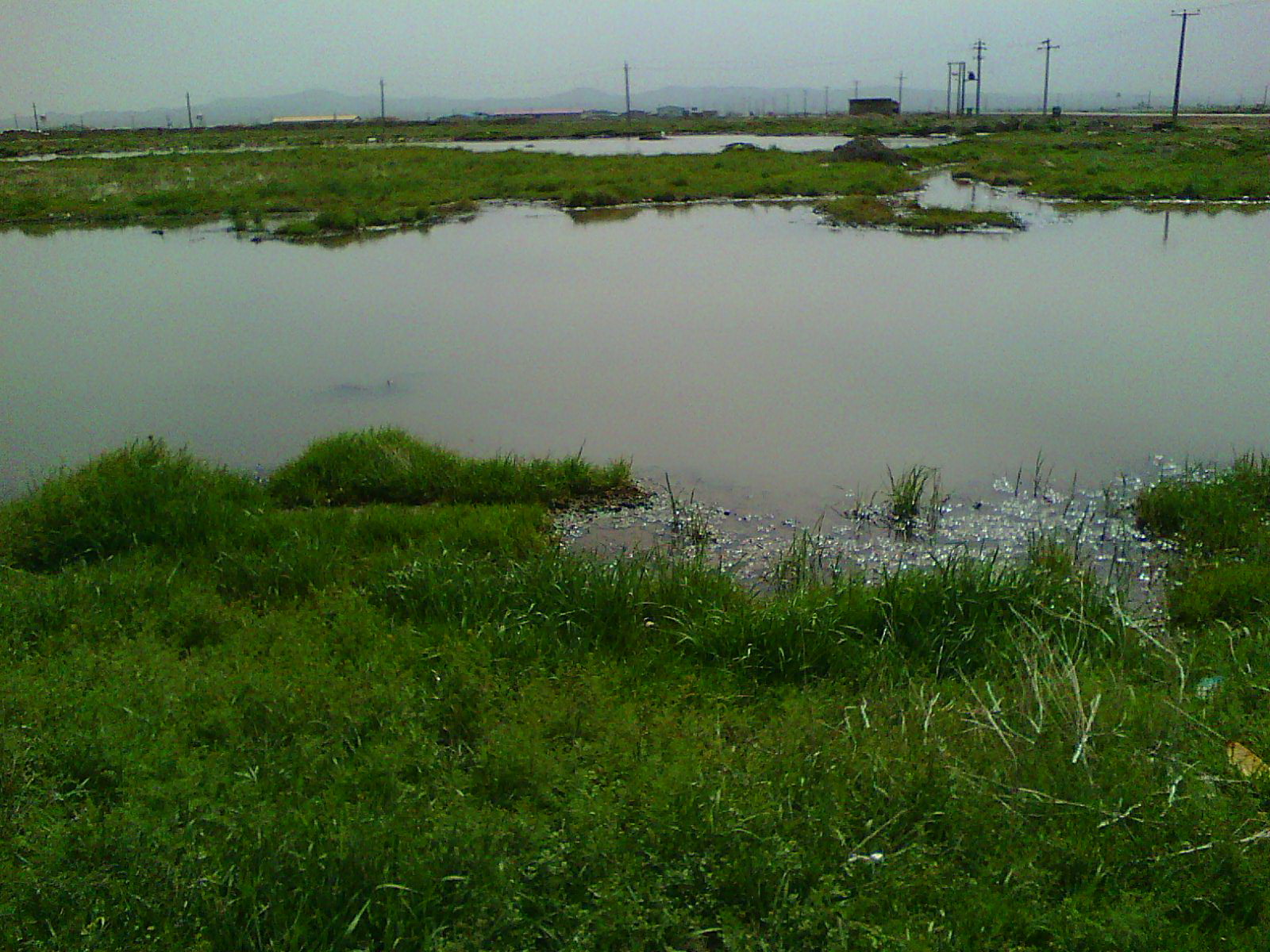
دشت قرق بهار محل احتمالی دریاچه زراومند

زراومند ( زرعومند ) دریاچه‌ای است که به گزارش تاریخ‌نگاران گذشته، در منطقه همدان قرار دارد. در بخش نهم کتاب بندهشن راجع به نحوهٔ آفرینش کواکب و موجودات، فصلی دربارهٔ چگونگی پدید آمدن دریاچه‌ها سخن رفته‌است. در بندهشن مزبور گزارش شده که دریاچه زراومند به همدان است. بدیهی است اگر منظور شهر همدان باشد نه استان همدان، قطعاً مقصود از دریاچه زراومند، تالاب شهر بهار واقع در دره شمالی الوند است، این دره محل تجمع آب‌های جاری کوه الوند است.

## وجه تسمیه زرین‌آب
زراومند در زبان پارسی میانه به معنای دارنده طلا است، این عنوان نیز درست بوده و محتملاً معادل ثروت و ثروتمند در زبان فارسی دری است؛ ولی منظور از اصطلاح زر همان زرّین یا زرّین‌فام است که احتمالاً منظور از زرإومند باید زر آب زرد یا آب زرّین‌فام باشد. دریاچه مزبور به این دلیل زرین‌آب نامیده شده‌است که احتمالاً جریان آب املاح رسوبی  با خود آورده و رنگ  دریاچه را به رنگ طلایی درآورده بود. ،

## گزارش اول

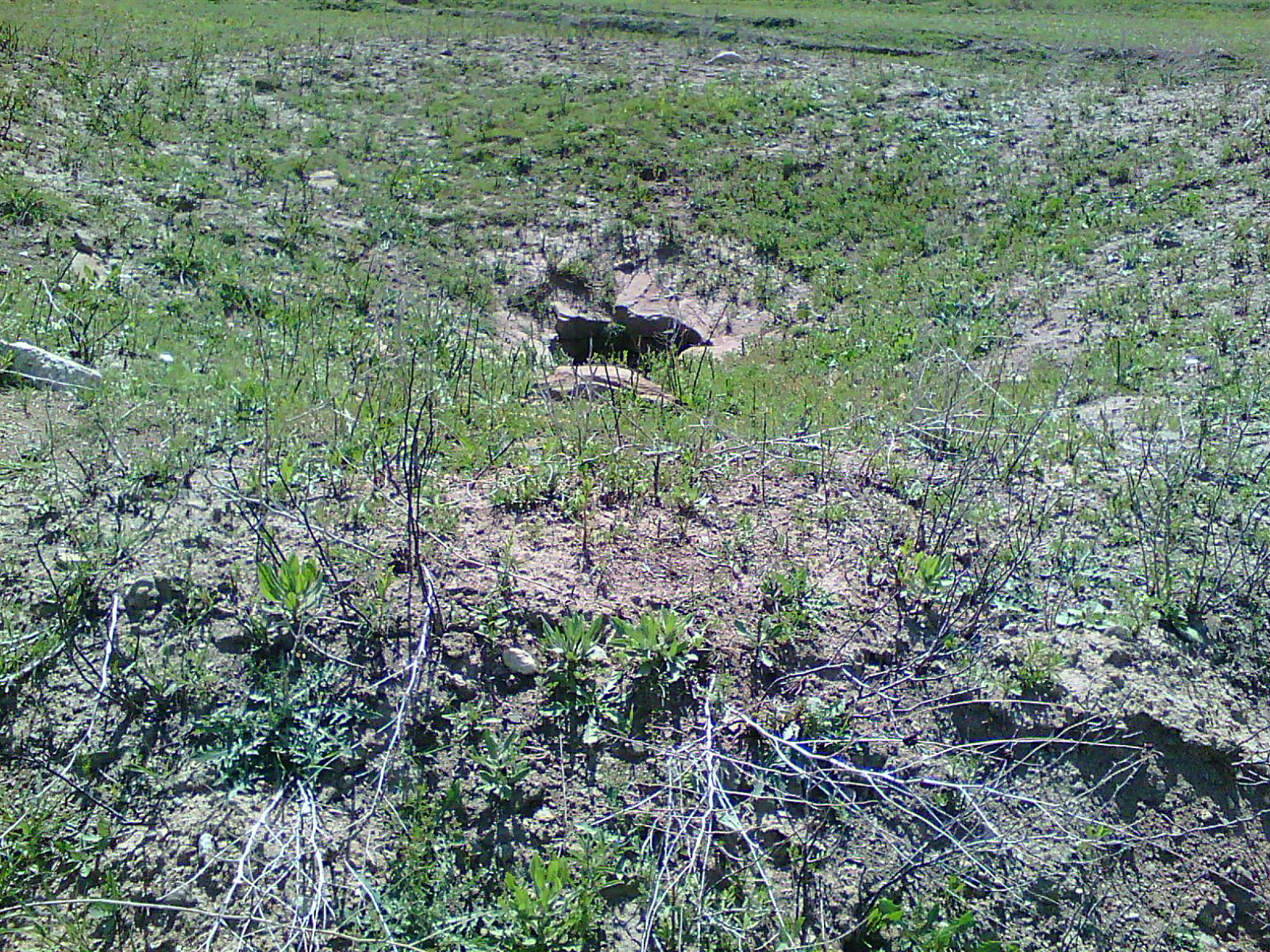
نمونه‌ای چاه‌های متوالی در که تا چند دهه قبل تعداد آن‌ها تا ۱۰۰ حلقه هم می‌رسید

اولین گزارش دربارهٔ دریاچه مزبور از قول کتسیاس است. کتسیاس (کتزیاس) مورخ مشهور یونانی مؤلف کتاب پرسیکا، تاریخ پارسیان که در سال - ۴۱۴ پ.م. - به اسارت ایرانیان درآمد می‌گوید: سمیرامیس پس از تصرف هگمتانه، کاخی در آن ساخت، امّا چون دید که آب شهر کم است، فرمان داد با صرف هزینه‌ای گزاف، نهری بکنند و آب دریاچه‌ای را که در آن سوی الوند قرار داشت به شهر هگمتانه هدایت کنند. این ملکه بیوه شامشی آداد پنجم پادشاه آشور بود که در حمله‌ای کشور ماد را تسخیر کرد، حتی به گواهی الواح آشوری تا بدخشان به پیشروی و جهان‌گشایی ادامه داد.
تناقضی که در گزارش کتسیاس مشاهده می‌گردد این است که دریاچهٔ مزبور فروتر از دژ هگمتانه بوده و امکان هدایت آب به شهر همدان وجود نداشته مگر اینکه منظور کتسیاس از شهر کم‌آب، همدان نباشد. شاید آنچه او دیده چشم‌انداز درّهٔ باستانی و مصفّای قرق شهر بهار بوده که در ده کیلومتری همدان قرار دارد؛ در این صورت حفر نهرهای پر هزینه هم مصداق پیدا خواهد کرد چون دهستان قدیم بهار واجد نهار، قنوات و چشمه‌های کهن در دامنه‌های کوه‌الوند بود.

### ادامه گزارش
بقول کتسیاس، سمیرامیس هنگامیکه به هگمتانه (اکباتانا) آمد، در جلگه‌ای پست و هموار کاخی ساخت که بیش از هر کاخ دیگری که در جاهای دیگر بنا کرده بود، دربارهٔ آن اهتمام ورزید. آنگاه به ایجاد نهری همت گماشت که به فرمان او از کوه الوند تا شهر همدان آب را هدایت نمود. البته مورخ مزبور در گزارش فوق، نکته‌ای که فراموش نموده این است که سمیرامیس هیچگاه احداث قنات را برای مردم شهر ایجاد ننمود بلکه احتمالاً لشکر او نیاز مبرم به آب داشت تا بتواند به پایداری طولانی مدت ادامه دهد؛ بنابر نهر فوق جهت نیاز سپاه آشور بوده نه سکنه اکباتان.
همان‌طور که مسلّم است موقعیت دژ هگمتانه در جای مرتفع بوده و جلگه پست و هموار موافق اوضاع و شرایط جغرافیایی آن نیست. شاید منظور کتسیاس از این گزارش دشت‌بهار باشد که در حقیقت حوزه آب‌ریز ضلع شمالی کوهستان الوند به‌شمار می‌آید. احتملاً جنگجویان سمیرامیس در این محل جهت حمله‌های آتی و تصرف دژ هگمتانه، دژی مستحکم تحت عنوان دئولر قاله‌سی احداث نمودند. حفر قنات پر هزینه و طویلی با نام کاریز (کریز) تا سال ۱۳۵۰ دایر و آب دائمی آن اراضی مجاور قلعه را مشروب و مازاد آن نیز به قرق بهار (دریاچه زراومند) جاری می‌شد.

## زَراَومَند ساسانی
اصطلاح مزبور قطعاً در زمان ساسانیان رایج بوده و واژه‌ایست متعلق به زبان هندواروپایی، ساختار واژه اصطلاحی دو حرفی باضافهٔ پسوند «مند» یعنی داشتن و دارا بودن است. کلمه اصلی، میان کلمهٔ «اَو» بوده که در میانوند اصلاح و در زبان فارسی معادل «آب» است. اصطلاح «زَر» حکم طلا و جواهر است، اما در این ساختار به معنی آب زردرنگ (زرّین‌فام) است که شاید به سبب خاک‌رُسی محیط دریاچه، رنگ آن به زرد تغییر یافته باشد.